# Microsoft Excel
Microsoft Excel – arkusz kalkulacyjny produkowany przez spółkę Microsoft dla systemów Windows, macOS, iOS i Android. 
Program został wprowadzony na rynek w 1985 roku. Pierwsza wersja programu przeznaczona dla systemu Windows trafiła na rynek w roku 1987 i stała się przebojem. Postępujący sukces rynkowy programu sprawił, że w roku 1993 programy pakietu Microsoft Office zostały przeprojektowane tak, by przypominać wyglądem arkusz Excel. Od wersji 5.0 wydanej w 1993 roku program zawiera wbudowany język Visual Basic. Od wersji 4.0 program dostępny jest w polskiej wersji językowej.

## Zastosowanie
Aplikacja jest powszechnie używana w firmach i instytucjach, a także przez użytkowników domowych. Jej główne zastosowanie to wykonywanie obliczeń (np. wydatków) zestawionych w formie tabelarycznej. W tym użyciu mają zastosowanie liczne funkcje matematyczne, finansowe i bazodanowe dostępne w programie. Istotne znaczenie ma też półautomatyczne powielanie tworzonych formuł z zastosowaniem różnych wariantów adresowania (adresowanie względne, adresowanie bezwzględne, adresowanie mieszane). Microsoft Excel służy także do tworzenia wielu typów wykresów, przydatnych między innymi w fizyce, matematyce i ekonomii. Zawiera też system zestawiania raportów z użyciem tzw. tabel przestawnych, wykorzystywany przy wykonywaniu analiz biznesowych.

### PowerBI
Microsoft Excel posiada możliwości z zakresu business intelligence: za pomocą narzędzi Power Pivot, Power Query oraz Power View potrafi przetwarzać i analizować dane biznesowe.